# Отмар Альбрехт
Отмар Вольфґанґ Зіґфрід Альбрехт (нім. Othmar Wolfgang Siegfried Albrecht; 29 жовтня 1871, Ґрац — 14 травня 1947, Відень) — австрійський і німецький військовий медик, доктор медичних наук, професор, генерал-майор медичної служби вермахту (1 вересня 1942).

## Біографія
1 квітня 1892 року поступив на службу однорічником в австрійську армію. З 1 жовтня 1892 по 4 червня 1896 року вивчав медицину. 5 червня 1896 року повернувся в армію як військовий медик. Учасник Першої світової війни. В 1920 році призначений полковим лікарем 5-го піхотного полку. 1 травня 1923 року вийшов у відставку.
26 серпня 1939 року призваний на службу в 17-й санітарний відділ. З 1 лютого 1940 року — керівник санітарного відділу «Нижній Дунай». З 1 серпня по 30 вересня 1943 року перебував у резерві 17-го військового округу. 19 лютого 1944 року вийшов у відставку.

## Нагороди
- Ювілейна пам'ятна медаль 1898
- Ювілейний хрест (1908)
- Медаль «За військові заслуги» (Австро-Угорщина)
- Орден Франца Йосифа, лицарський хрест з військовою відзнакою
- Пам'ятна військова медаль (Австрія) з мечами
- Почесний хрест ветерана війни з мечами
- Медаль «За вислугу років у Вермахті» 4-го, 3-го, 2-го і 1-го класу (25 років)